# Cnemotrupes semiopacus
Cnemotrupes semiopacus là một loài bọ cánh cứng trong họ Geotrupidae. Loài này được Jekel miêu tả khoa học năm 1866.